# 고승종

고승종(1933년~2024년 7월 6일)는 대한민국의 정치인이다. 신한국당 소속으로 북제주군 제2선거구에 당선돼 제주도의회 5대 도의원으로 활동했다. 2024년 7월 6일 지병으로 사망했다.

## 학력
- 구엄초등학교(졸업)
- 제주중학교(졸업)
- 제주농업고등학교(졸업)
- 국민대학교(정치외교학 학사)